# قفيصة
القُفَيْصَة (بالإنجليزية: Capsid) هي الغلاف أو القشرة البروتينية للفيروس. يتكون من عدة وحدات فرعية هيكلية أوليغميرات مكونة من بروتين يسمى البروتومرات. تسمى الوحدات الفرعية المورفولوجية ثلاثية الأبعاد التي يمكن ملاحظتها.
ويمكن ملاحظة البنية ثلاثية الأبعاد للبنية التحتية ، التي قد تتوافق أو لا مع البروتينات الفردية، وتسمى القسيمات القفيصية. وتحوي القفيصة النووية nucleocapsid المواد الوراثية للفيروس .